# Anaplectoides cuneata
Anaplectoides cuneata är en fjärilsart som beskrevs av Barend J. Lempke 1962. Anaplectoides cuneata ingår i släktet Anaplectoides och familjen nattflyn. Inga underarter finns listade i Catalogue of Life.